# خوليو رودريغيز مارتينيز
خوليو رودريغيز مارتينيز (بالإسبانية: Julio Rodríguez Martínez)‏ (18 أبريل 1984 مدريد إسبانيا - ) هو لاعب كرة قدم إسباني يلعب كمدافع.

## روابط خارجية
- خوليو رودريغيز مارتينيز على موقع قاعدة بيانات كرة القدم.إي يو (الإنجليزية)
- خوليو رودريغيز مارتينيز على موقع Soccerway.com (الإنجليزية)